# Anne Brasseur
Anne Brasseur (ur. 19 maja 1950 w Luksemburgu) – luksemburska polityk, psycholog i samorządowiec, długoletnia parlamentarzystka, działaczka Partii Demokratycznej, w latach 1999–2004 minister.

## Życiorys
W 1969 ukończyła szkołę średnią, studiowała następnie psychologię na uniwersytetach w Tybindze i Mannheim. Dyplom psychologa uzyskała w 1975, po czym pracowała w tym zawodzie. W 1975 wstąpiła do Partii Demokratycznej. W tym samym roku została wybrana na radną miejską w Luksemburgu. W latach 1982–1999 i 2005–2009 zasiadała we władzach miejskich.
W 1979 po raz pierwszy uzyskała mandat posłanki do Izby Deputowanych, który odnawiała w kolejnych wyborach do 2013 włącznie. Od sierpnia 1999 do lipca 2004 sprawowała urząd ministra edukacji narodowej, kształcenia zawodowego i sportu w rządzie Jean-Claude’a Junckera i Lydie Polfer. Reprezentowała luksemburski parlament w Zgromadzeniu Parlamentarnym Rady Europy, w latach 2014–2016 była przewodniczącą tej instytucji. W 2018 złożyła mandat deputowanej, kończąc swoją wieloletnią karierę polityczną.